# Ruta Estatal de California 229
La Ruta Estatal de California 229, abreviada SR 229 (en inglés: California State Route 229) es una carretera estatal estadounidense ubicada en el estado de California. La carretera inicia en el Sur desde la SR 58     cerca de Atascadero en sentido Norte hasta finalizar en la SR 41     en Creston. La carretera tiene una longitud de 14,7 km (9.160 mi).

## Mantenimiento
Al igual que las autopistas interestatales, y las rutas federales y el resto de carreteras estatales, la Ruta Estatal de California 229 es administrada y mantenida por el Departamento de Transporte de California por sus siglas en inglés Caltrans.